# Hermann Berthold
August Hermann Berthold (* 19. August 1831 in Berlin; † 23. Dezember 1904 in Schöneberg) betrieb ein Messinglinien- und Schriftgussunternehmen. Er vereinheitlichte das typographische Punktsystem und passte es an das metrische System an; damit schuf er für Deutschland ein einheitliches Schriftmaßsystem.

Hermann Berthold

Messinglinienfabrik und Schriftgießerei H. Berthold (1893)

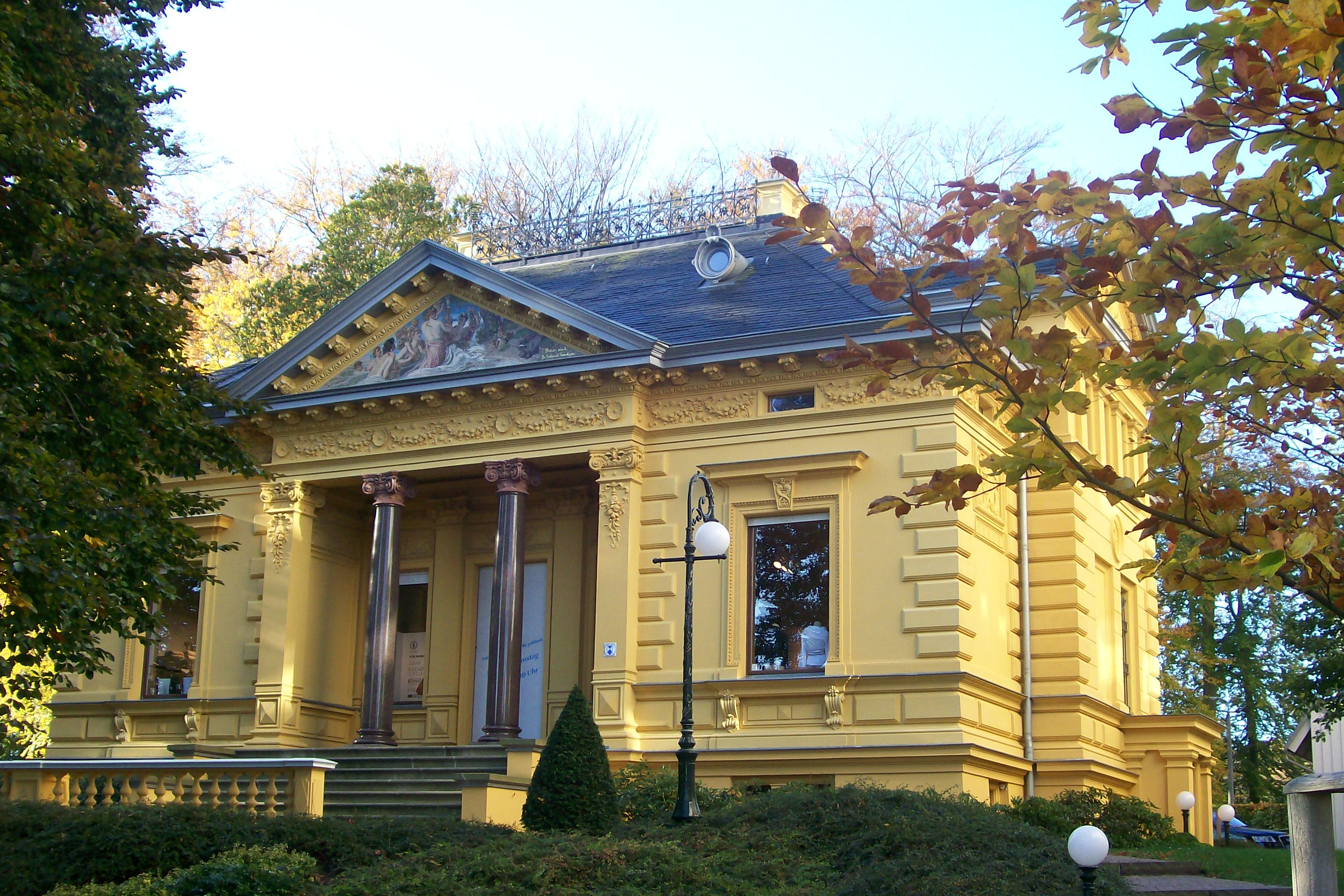
Haus Berthold in Heringsdorf von 1883, jetzt Villa Oechsler

## Leben
Hermann Berthold wurde 1831 als Sohn eines Druckers in Berlin geboren. Nach seiner Ausbildung zum Feinmechaniker arbeitete Berthold zunächst in Paris im kaiserlich-französischen galvanischen Institut. Im Jahr 1858 gründete er das Institut für Galvanotypie in Berlin. In diesem wurden Kupferplatten gehärtet, galvanoplastische Arbeiten für den Buchdruck durchgeführt und Galvanoplastiken hergestellt. 1861 erweiterte Berthold in Zusammenarbeit mit G. Zechendorf das Institut, das nun einfach Zechendorf und Berthold hieß. Dazu kamen eine Schriftgießerei, eine Messinglinienfabrik, und eine Werkstatt für Stereotypie. Die Zusammenarbeit bestand allerdings nur bis 1864.
Danach trennte sich Berthold von Zechendorf wieder und konzentrierte sich auf die Produktion von Messinglinien, Galvanoplastiken und Werkzeugen. Das Institut hieß nun H. Berthold Schriftgießerei und Messinglinienfabrik. In dieser Zeit verbesserte Berthold einige Buchdruckerwerkzeuge wie den Winkelhaken durch einen Keilhebelverschluss oder das Setzschiff mit einem Rand aus Mahagoniholz. Für die Herstellung der Messinglinien entwickelte er auch neue Werkzeuge wie den Linienhobel, mit dem sich die Liniendicke präzise beeinflussen ließ. 1869 erwarb Berthold ein eigenes Haus in Berlin-Kreuzberg und richtete dort seinen Betrieb ein. Durch seine unternehmerischen Aktivitäten kam er zu Wohlstand, der es ihm ermöglichte, 1883 im noblen Ostseebad Heringsdorf das Haus Berthold bauen zu lassen, das heute als Villa Oechsler bekannt und wegen des Mosaiks von Antonio Salviati von kunsthistorischer Bedeutung ist.
Bis zum Jahr 1878 gab es keine einheitliche Umsetzung des Didot-Systems in Deutschland. Das Europa waren sehr unterschiedliche Schrifthöhen der einzelnen Druckereien. Berthold begann 1878 mit der Entwicklung des Typometers und sorgte damit für ein einheitliches Maßsystem ab 1880. Berthold leitete sein Unternehmen bis 1888, sein Nachfolger wurde A. Selberg. Im Dezember 1904 starb Hermann Berthold in der Schöneberger Anstalt Maison de Santé und wurde auf dem Friedhof Grunewald beerdigt.

## Leistungen
Die bedeutendste Tat von Hermann Berthold war die Herstellung des Urmaßes (Typometer). Vor 1878 gab es kein einheitliches Schriftsystem. Das heißt, die Abstufungen zwischen Schriftgrößen sowie die Höhe der Schrift, beziehungsweise der Lettern wurden in den Ländern unterschiedlich gehandhabt. Manche Druckerei hatte sogar ihre eigene Haushöhe. Dies erschwerte den Zulieferern der Druckereien, etwa den Schriftgießereien, die Arbeit erheblich. Unter Mithilfe von Professor Wilhelm Foerster, dem Direktor der Normal-Eichungskommission, stellte Berthold das Urmaß her. Es gründet auf der Einheit Meter. Ein Meter entspricht 2660 typografischen Punkten bei einer Temperatur von 0 °C. Somit war um etwa 1880 das deutsche Normal-System geschaffen. Die Normalhöhe der Schrift beträgt danach 62 ⅔ typografische Punkte. Nun ließen sich für alle Betriebe Lettern, Linien und anderes Material in einheitlichen Maßen und damit effizienter fertigen.
Zum Messen von typographischen Längen wie Schriftgrößen und Zeilenabständen dient ein auf diesem Maß basierendes Typometer, ein meist 30 cm langes, transparentes Kunststofflineal.
Berthold hatte sich ebenso mit der Herstellung von Schriftlinien einen Namen gemacht. Im Unterschied zu anderen benutzte er Messing zur Herstellung, was für mehr Stabilität und Präzision sorgte. So fertigte er als Erster Achtelpetit-Linien.

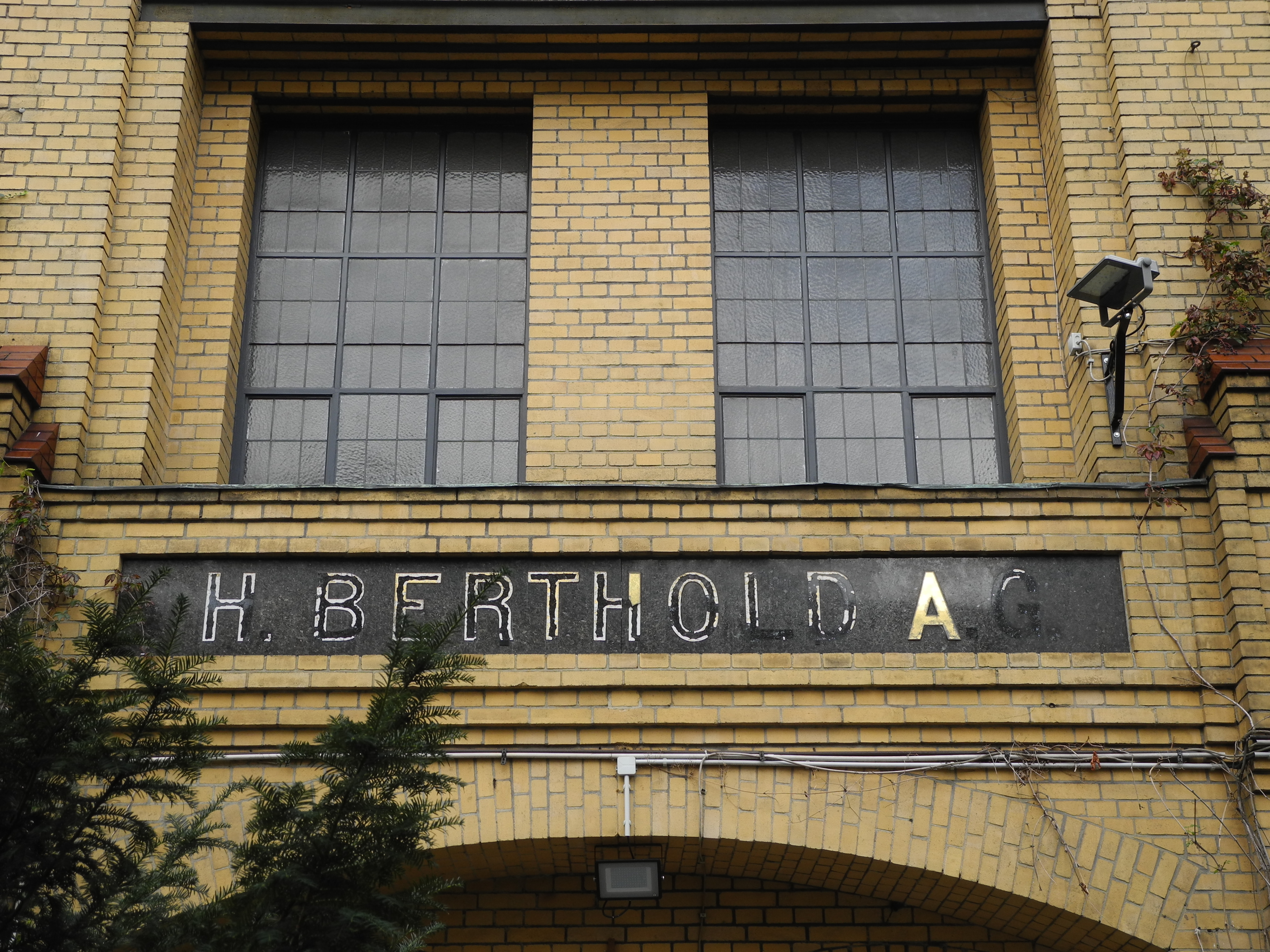
Schriftzug „H. Berthold A.G.“ im Mehringhof, Berlin-Kreuzberg, 2023

## Einzelnachweis
1. 1 2  StA Schöneberg I, Sterbeurkunde Nr. 1410/1904

| Personendaten    | Personendaten                                 |
| ---------------- | --------------------------------------------- |
| NAME             | Berthold, Hermann                             |
| ALTERNATIVNAMEN  | Berthold, August Hermann (vollständiger Name) |
| KURZBESCHREIBUNG | deutscher Unternehmer und Erfinder            |
| GEBURTSDATUM     | 19. August 1831                               |
| GEBURTSORT       | Berlin                                        |
| STERBEDATUM      | 23. Dezember 1904                             |
| STERBEORT        | Berlin                                        |